# Метт Дженсен
Метт Дженсен (англ. Matt Jansen ['dʒɛnsən], нар. 20 жовтня 1977, Карлайл) — англійський футболіст, що грав на позиції нападника. По завершенні ігрової кар'єри — тренер.

## Клубна кар'єра
Народився 20 жовтня 1977 року в місті Карлайл. Вихованець футбольної школи клубу «Карлайл Юнайтед». Дорослу футбольну кар'єру розпочав 1995 року в основній команді того ж клубу, в якій провів три сезони, взявши участь у 42 матчах чемпіонату і 1997 року виграв з командою Трофей Футбольної ліги.

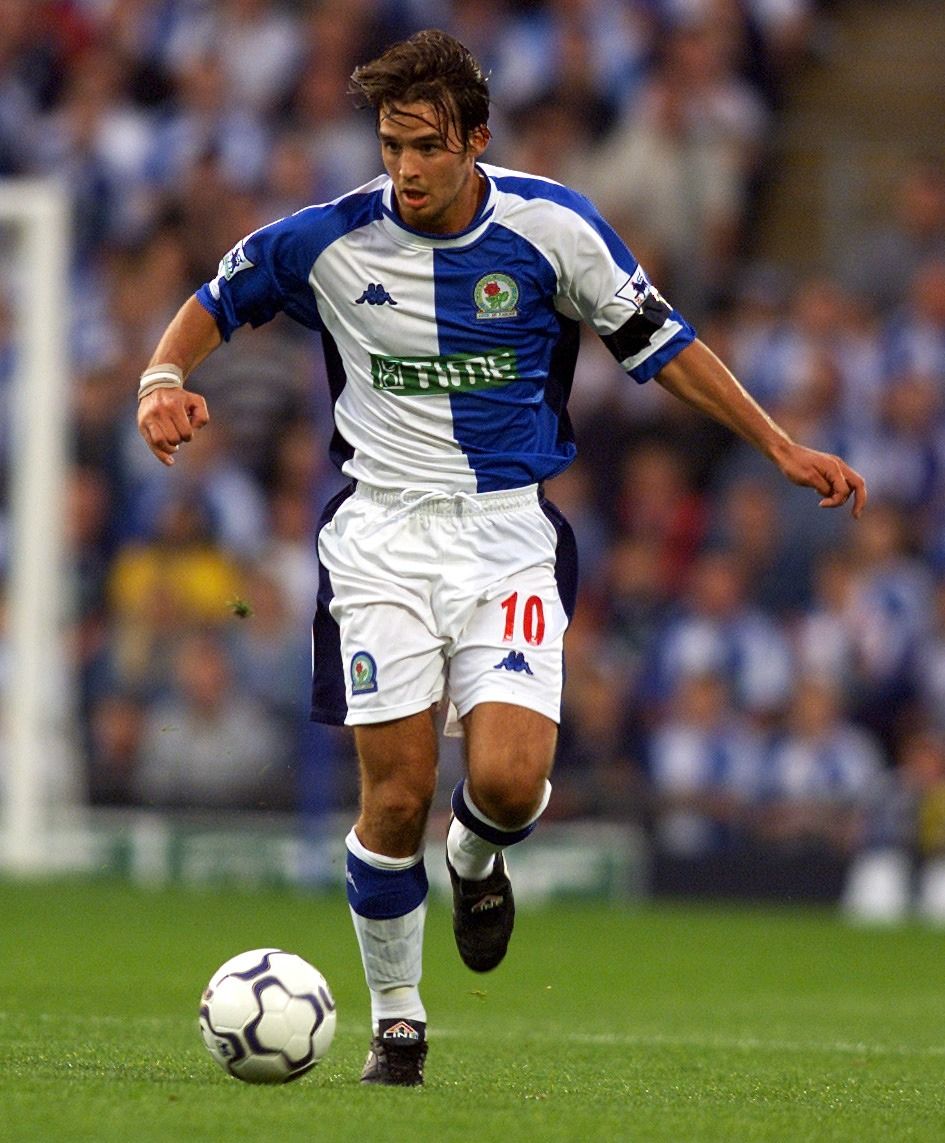
Метт Дженсен під час виступів за «Блекберн Роверз».

Протягом 1998—1999 років захищав кольори клубу «Крістал Пелес». Своєю грою за останню команду привернув увагу представників тренерського штабу клубу «Блекберн Роверз», до складу якого приєднався 1999 року. У перші роки був основним нападником «Блекберн Роверз» і у сезоні 2000/01 забив 23 голи у 40 іграх Чемпіоншипу, допомігши команді повернутись у Прем'єр-лізі. Наступного року забив 6 голів у 5 іграх Кубка ліги, в тому числі і один у фіналі Кубка Футбольної 2002 року проти «Тоттенгем Готспур» (2:1), і став найкращим бомбардиром турніру та допоміг своїй команді здобути трофей.
Влітку 2002 року Дженсен у Римі потрапив у ДТП на мотоциклі, після чого послідувала довготривала госпіталізація (він провів шість днів у комі). Після аварії нападник намагався відновити свою форму, тому був відданий в оренду у «Ковентрі Сіті» в 2003 році, де забив 2 голи в 9 матчах. Повернувшись у «Блекберн» Дженсен у наступні роки періодично виходив на поле, але повернутись на свій рівень не зміг, тому 11 січня 2006 року покинув команду.
У січні 2006 року підписав шестимісячний контракт із «Болтон Вондерерз», але і у цій команді закріпитись не зумів, тому у травні покинув команду.
Завершував ігрову кар'єру у аматорських командах «Рексем», «Лі Дженізіс» та «Чорлі», за які виступав до 2014 року.

## Виступи за збірну
2000 року залучався до складу молодіжної збірної Англії, з якою був учасником молодіжного чемпіонату Європи 2000 року у Словаччині, але англійці не вийшли з групи. Всього на молодіжному рівні зіграв у 6 офіційних матчах.
У 2002 році головний тренер національної збірної Англії Свен-Йоран Ерікссон викликав Дженсена до своєї команди на товариський матч проти Парагваю, але не зміг зіграти через шлункову інфекцію. Він також був у розширеній заявці на чемпіонат світу 2002 року, але Ерікссон зрештою вирішив замість нього взяти захисника Мартіна Кіоуна.

## Кар'єра тренера
У 2015–2018 роках тренував «Чорлі».
У жовтні 2020 року він приєднався до команди Національної ліги «Стокпорт Каунті» на посаду керівника відділу підбору персоналу та зв’язків з гравцями.

## Титули і досягнення
- Володар Трофею Футбольної ліги: 1996/97
- Володар Кубка Футбольної ліги: 2001/02

### Індивідуальні
- Найкращий бомбардир Кубка Футбольної ліги: 2001/02 (6 голів)